# Zmienna ekstensywna
Zmienna ekstensywna (wielkość ekstensywna, parametr ekstensywny) w fizyce i chemii – dowolna wielkość fizyczna, której wartość jest proporcjonalna do rozmiarów układu. Oznacza to, że wartość ta, obliczona dla układu złożonego z rozłącznych podukładów, jest sumą wartości obliczonych dla podukładów.
Innymi słowy, jeśli układ {\displaystyle u} możemy podzielić na dwa podukłady, {\displaystyle u_{1}} i {\displaystyle u_{2},} to wielkość fizyczna {\displaystyle S} jest ekstensywna wtedy i tylko wtedy, gdy niezależnie od sposobu przeprowadzenia podziału zachodzi równość:
{\displaystyle S[u]=S[u_{1}]+S[u_{2}],}
przy czym {\displaystyle S[u]} jest wielkością zmiennej {\displaystyle S} w układzie {\displaystyle u;} analogicznie, prawa strona równania zawiera wielkości obliczone w odpowiednich podukładach.

## Przykłady
- entalpia
- entropia
- liczba (liczność) cząstek
- ładunek elektryczny
- masa
- objętość
- pęd

Przeciwieństwem zmiennej ekstensywnej jest zmienna intensywna np. temperatura, ciśnienie.